# Oscar Dronjak
Oscar Fredrick Dronjak (* 20. ledna 1972, Mölndal, Švédsko) je švédský kytarista a zakladatel heavy metalové skupiny HammerFall.

## Biografie
Narodil se ve městě Mölndal srbskému otci a švédské matce. V mládí navštěvoval kurzy o historii, archeologii a o řeckých a římských dějinách na univerzitě v Göteborgu. Ve čtrnácti letech začal hrát na kytaru a brzy nato založil svou první skupinu The Hippie Killers. Jeho další zkušeností byla účast ve skupině  Striker, hrající převážně heavy metalové coververze s prvními pokusy o vlastní hudbu. O pár let později se začal věnovat death metalu a vstoupil do skupiny Desecrator, po čase přejmenovanou na Ceremonial Oath. Mimo to, že hrál na kytaru, také rád skládal hudbu. Tuto skupinu Oscar opustil ještě před vydáním koncepčního alba The Book Of Truth kvůli neshodám v kolektivu.
V roce 1993 spolu s Jesper Strömbladem založil skupinu HammerFall. Její krátká existence byla však náhle přerušena. Oscar si totiž při fotbale zlomil pravou ruku a po dvouměsíční pauze se přidal k death metalové skupině Crystal Age. S ní objel krátké turné po Polsku, zúčastnil se vytváření skladby na tribute album Metallicy s názvem Metal Militia i nahrávání celého alba. Poté se začal opět věnovat HammerFall, jejichž kariéra se konečně mohla rozběhnout naplno. Oscar je jediným členem HammerFall, který v kapele působí nepřetržitě od jejího založení. V roce 2013, kdy byl HammeFall neaktivní, vydal Oscar knihu Legenden om HammerFall a vystoupil s kapelou Ceremonial Oath na festivalu Hellfest.

## Diskografie

### Ceremonial Oath
- The Book of Thurh (1993) (album vyšlo až po odchodu Oscara z kapely)

### HammerFall
- Glory to the Brave (1997)
- Legacy of Kings (1998)
- Renegade (2000)
- Crimson Thunder (2002)
- Chapter V: Unbent, Unbowed, Unbroken (2005)
- Threshold (2006)
- No Sacrifice, No Victory (2009)
- Infected (2011)
- (r)Evolution (2014)
- Built to Last (2016)
- Dominion (2019)
- Hammer of Dawn (2022)
- Avenge the Fallen (2024)

## Knihy
- Legenden om HammerFall